# Jean Ier (métropolite de Kiev)
Pour les articles homonymes, voir Jean Ier.
Jean Ier fut patriarche de Kiev et de toute la Rus' de 1019 à 1035.